# Brasilochondria riograndensis
Brasilochondria riograndensis – gatunek widłonoga z rodziny Chondracanthidae; jedyny przedstawiciel rodzaju Brasilochondria. Gatunek i rodzaj opisali w 2004 roku zoolodzy Vernon E. Thatcher i Joaber Pereira Júnior. Skorupiaki te są pasożytami ryb Paralichthys orbignyanus z rzędu flądrokształtnych, okazy typowe pozyskano z jamy ustnej tych ryb. Miejsce typowe to Ocean Atlantycki u wybrzeży brazylijskiego stanu Rio Grande do Sul.